# Auzeodes chalybeata
Auzeodes chalybeata är en fjärilsart som beskrevs av Walker 1866. Auzeodes chalybeata ingår i släktet Auzeodes och familjen mätare. Inga underarter finns listade i Catalogue of Life.